# Arboretum Pierre Fabre de Ranopiso
El Arboreto Pierre Fabre de Ranopiso (en francés Arboretum Pierre Fabre de Ranopiso) es un arboreto y jardín botánico de unas 2,2 hectáreas a las que hay que añadir 180 hectáreas de bosque preservado, que se encuentra al sur de Anosy, Madagascar, en una zona de transición del bosque más húmedo del sureste y el bosque más seco del suroeste. 

## Localización
Se encuentra junto a la explotación agrícola que el Groupe Pierre Fabre tiene en Ranopiso.
Arboretum Pierre Fabre de Ranopiso, Ranopiso - Anosy - Madagascar
Planos y vistas satelitales.25°03′00″S 46°40′00″E / -25.05000, 46.66667
Está abierto al público para crear conciencia sobre la protección de un patrimonio vegetal único. 

## Historia
El "Institut Klorane" desde su creación en 1994, se ha orientado como una fundación empresarial para la protección y el buen uso del patrimonio vegetal. Actualmente continúa su compromiso por las acciones de ejecución alrededor de sus principales tareas: Mantener y
proteger, educar, informar y apoyar las poblaciones locales donde tiene situados sus cultivos vegetales.
Las filiales del Instituto Klorane en Europa (Portugal, Grecia, Italia y España), Madagascar, Marruecos, y Camboya, basándose en el éxito del Instituto Klorane de Francia, se comprometen con el patrimonio vegetal de sus respectivos países.
La empresa malgache filial del "Grupo Pierre Fabre" es « SEAR (Société d'Exploitation Agricole de Ranopiso) » y es la responsable para el cultivo y suministro de plantas medicinales de Madagascar. 
Esta ha sido distinguida por "Ecocert" en : la agricultura ecológica, la reforestación y como empresa responsable solidaria (ESR).
Las 200 hectáreas de cultivos herbáceos en suelos de tierra y el Arboretum Ranopiso están certificados como orgánicos por Ecocert.
Por la aplicación de la política de desarrollo sostenible "Groupe Pierre Fabre" dentro de la filial malgache se evaluó de acuerdo con la normativa internacional ISO26000 por Ecocert. Por el cumplimiento del 93% de los criterios exigidos en la normativa aplicada en la filial, lo que le permitió obtener la etiqueta « Entreprise Responsable ».

## Colecciones botánicas
Este es el único conservatorio botánico existente en el sur de Madagascar, un área en la que el 90% de las especies de plantas son endémicas. Con una superficie de 2,2 hectáreas, cuenta con cerca de 350 especies de las cuales 20% están clasificadas en CITES. 
- Más de 200 especies son plantas endémicas de las zonas áridas del sur malgache.
- Plantas en peligro (Baobabs, Aloes...) para crear una concienciación pública para la conservación y protección de la naturaleza.
- Zona de bosque, donde un área de 180 hectáreas, ubicada en la finca se puso en reserva protegida voluntaria (sin aclareo, sin cultivo ...) para su regeneración de forma natural. Se trata de un bosque de transición entre el húmedo en la costa este y la zona seca del Oeste. Este biotopo, poco estudiado, es objeto de un inventario florístico. Hasta la fecha, 234 especies han sido identificadas, dos de los cuales nunca habían sido descritas.[3]

El arboreto es un centro de conocimientos botánicos de las plantas malgaches en relación con el agua y los bosques.